# مرز هوایی ممنوع
مرز هوایی ممنوع به منطقه (توده) هوایی گفته می‌شود که معمولاً به دلایل امنیتی، هواپیما اجازه پرواز در آن را ندارد. مرز هوایی ممنوع یکی از گونه‌های مرز هوایی ویژه است و در نمودارهای هوانوردی با حرف P و شماره سریال نشان داده می‌شود. مرز هوایی ممنوع با مرز هوایی محدود فرق دارد. ورود به مرز هوایی ممنوع معمولاً به صورت دائمی برای همه هواپیماها، ممنوع است و قرار نیست برای مراقبت پرواز یا سازمان کنترل کننده مرز هوایی خالی شود.

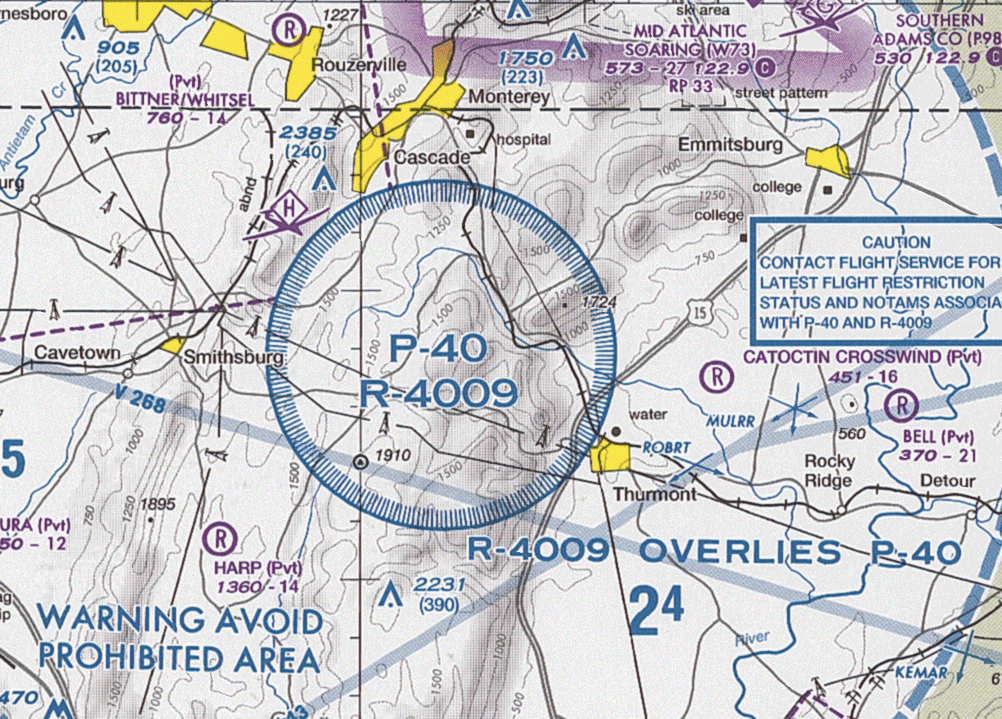
نمودار منطقه پایانه که مرز هوایی محدود/ممنوع را در اطراف کمپ دیوید نشان می‌دهد.

بر پایه اداره هوانوردی فدرال ایالات متحده آمریکا: "مرز هوایی ممنوع شامل مرز هوایی می‌شود که ابعاد تعریف شده آن با یک منطقه روی زمین مشخص می‌شود که پرواز هواپیما از روی آن ممنوع است. چنین منطقه‌هایی برای امنیت یا دیگر دلایل مرتبط با رفاه ملی تعیین می‌شوند. نام و مکان این منطقه‌ها در فدرال رجیستر آورده شده و در نمودارهای هوانوردی مشخص می‌شوند".
برخی مرزهای هوایی ممنوع ممکن است با افزودن اطلاعیه هوانوردی محدودتر شوند. برای نمونه، منطقه ممنوع ۴۰ (P-40) و منطقه محدود ۴۰۰۹ (R4009) هنگامی که اطلاعیه هوانوردی با آنها همراه شوند (مانند حضور رئیس‌جمهور ایالات متحده آمریکا در کمپ دیوید مریلند) محدوده بزرگتری را در بر می‌گیرند. در حالت عادی، منطقه خارج از P-40 و R4009 محدود/ممنوع نیست.
برهم‌زدن مرز هوایی تعیین شده برای حفظ امنیت ملی ممکن است به مداخله نظامی و/یا امکان حمله به هواپیمای برهم‌زننده بینجامد. به هواپیمایی که مرز هوایی ممنوع را برهم بزند یا قصد برهم‌زدن را داشته باشد در فرکانس اضطراری هواپیما ۱۲۱/۵ مگاهرتز، هشدار داده می‌شود.